# NGC 5468
NGC 5468 este o intermediate spiral galaxy⁠(d) situată în constelația Fecioara. A fost descoperită în 5 martie 1785 de către William Herschel. Se află la o distanță de 43,45 de megaparseci de Pământ.